# 자싱시
자싱시(가흥시, 중국어 정체자: 嘉興市, 간체자: 嘉兴市, 병음: Jiāxīng Shì)는 중국 저장성 동북부에 위치하는 지급시로 면적은 3,915 평방킬로미터, 인구는 337만 명(2007년)이다.

## 역사
자싱은 7000년 전 신석기 시대의 마가빈(馬家浜) 문화의 발상지이다. 춘추 시대에는 장수리라고 불렸고, 전국 시대에는 초나라의 영역이 되었다. 진나라 때는 회계군의 유권현과 해염현이 설치되었고, 삼국 시대 오나라 때에는 염관현(塩官縣)이 증설되었다. 오나라의 손권은 231년, 유권현에 야생벼가 자생한다는 말을 듣고, 상서로운 조짐으로 유권현을 화흥(禾興)이라고 개명하고, 242년에 가흥(嘉興)으로 고쳤다. 이렇게 하여 가흥(자싱)이란 이름이 유래된 것이다.
남북조 시대에는 자싱의 개발이 진행되었고, 수나라 때에는 항주(杭州)에서 자싱을 거쳐 진강(鎭江)에 이르는 대운하가 만들어졌다. 원나라 때에는 사포(乍浦), 감포(澉浦), 청룡 등의 항구에서 외국 무역이 빈번해졌고, 경제도 활성화되었다. 명청조에는 자싱부가 설치되었다. 중화인민공화국 성립 초창기에 자싱현이 되었고, 1937년 11월 5일 일본군에 점령되기도 하였다.
해방 후에 자싱시가 되었고, 1983년에는 드디오 지급시로서의 자싱시가 탄생되었다. 1985년에 자싱시의 구와 일부의 현은 장강 삼각주 경제개방구에 포함되었고, 1988년에는 자싱 전역이 경제 개방구가 되었다.

### 임시정부
중국공산당 제1차 대표대회를 하던 마지막 날, 당시 프랑스의 조계지였던 상하이에서 밀정과 프랑스군이 낌새를 채고 중공일대회지를 급습한다. 이에 공산당을 대표하던 대표자들은 이곳 자싱의 난후(南湖)의 놀잇배에서 중국공산당 성립을 선언한다.
대한민국 임시정부도 이곳 자싱의 난후의 놀잇배 신세를 지게 되는데, 윤봉길 의사의 홍커우 공원 의거로 인해 일본군을 피해 이곳의 놀잇배에서 회의를 가지게 된다.

## 지리
상하이에서 가까우며, 상하이 - 항저우 - 쑤저우를 삼각형으로 놓고 생각할 때, 가운데 쪽에 있는 교통의 요지이다. 자싱시 동북쪽은 상하이, 북쪽은 장쑤성 쑤저우, 서쪽에는 저장성 항저우시와 접하고, 남쪽은 첸탕강과 항저우만에 접한다. 시역은 대부분은 평평한 평지로 벼농사가 가능하다.

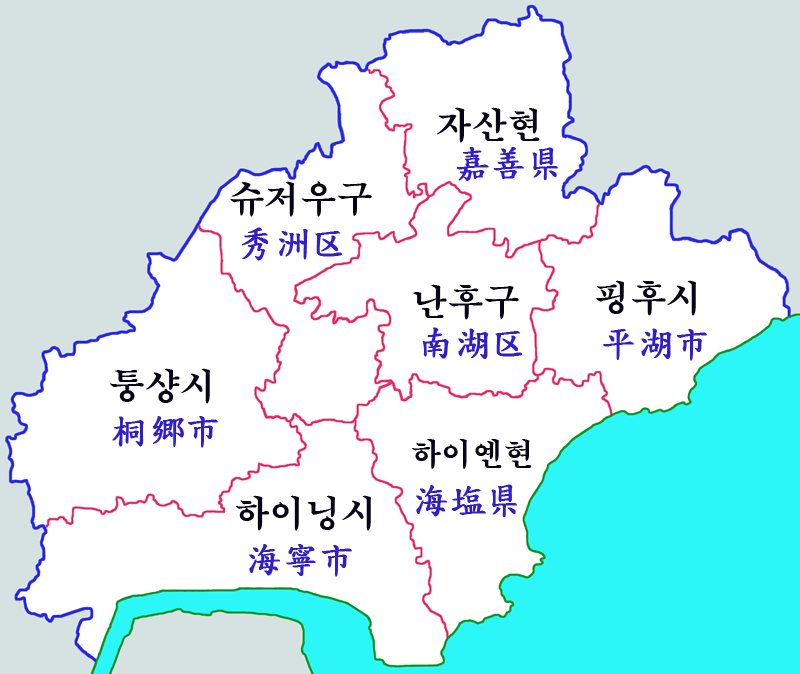
자싱시 현급 행정구역

## 기후
| 자싱시의 기후                                                 | 자싱시의 기후 | 자싱시의 기후 | 자싱시의 기후 | 자싱시의 기후 | 자싱시의 기후 | 자싱시의 기후 | 자싱시의 기후 | 자싱시의 기후 | 자싱시의 기후 | 자싱시의 기후 | 자싱시의 기후 | 자싱시의 기후 | 자싱시의 기후  |
| 월                                                            | 1월           | 2월           | 3월           | 4월           | 5월           | 6월           | 7월           | 8월           | 9월           | 10월          | 11월          | 12월          | 연간           |
| ------------------------------------------------------------- | ------------- | ------------- | ------------- | ------------- | ------------- | ------------- | ------------- | ------------- | ------------- | ------------- | ------------- | ------------- | -------------- |
| 역대 최고 기온 °C (°F)                                        | 22.4 (72.3)   | 28.3 (82.9)   | 30.2 (86.4)   | 33.9 (93.0)   | 36.1 (97.0)   | 37.2 (99.0)   | 40.0 (104.0)  | 39.8 (103.6)  | 38.5 (101.3)  | 33.6 (92.5)   | 29.1 (84.4)   | 24.0 (75.2)   | 40.0 (104.0)   |
| 일평균 최고 기온 °C (°F)                                      | 8.3 (46.9)    | 10.6 (51.1)   | 14.9 (58.8)   | 20.8 (69.4)   | 25.7 (78.3)   | 28.4 (83.1)   | 32.9 (91.2)   | 32.3 (90.1)   | 28.1 (82.6)   | 23.2 (73.8)   | 17.5 (63.5)   | 11.1 (52.0)   | 21.1 (70.1)    |
| 일일 평균 기온 °C (°F)                                        | 4.5 (40.1)    | 6.5 (43.7)    | 10.4 (50.7)   | 15.9 (60.6)   | 21.1 (70.0)   | 24.5 (76.1)   | 28.8 (83.8)   | 28.4 (83.1)   | 24.3 (75.7)   | 18.9 (66.0)   | 13.1 (55.6)   | 6.8 (44.2)    | 16.9 (62.5)    |
| 일평균 최저 기온 °C (°F)                                      | 1.6 (34.9)    | 3.2 (37.8)    | 6.8 (44.2)    | 12.0 (53.6)   | 17.3 (63.1)   | 21.6 (70.9)   | 25.5 (77.9)   | 25.4 (77.7)   | 21.2 (70.2)   | 15.4 (59.7)   | 9.4 (48.9)    | 3.5 (38.3)    | 13.6 (56.4)    |
| 역대 최저 기온 °C (°F)                                        | −7.9 (17.8)   | −6.4 (20.5)   | −3.0 (26.6)   | 0.5 (32.9)    | 6.9 (44.4)    | 13.2 (55.8)   | 17.9 (64.2)   | 18.6 (65.5)   | 11.2 (52.2)   | 2.1 (35.8)    | −3.1 (26.4)   | −9.0 (15.8)   | −9.0 (15.8)    |
| 평균 강수량 mm (인치)                                         | 80.3 (3.16)   | 74.3 (2.93)   | 107.8 (4.24)  | 92.2 (3.63)   | 104.4 (4.11)  | 211.9 (8.34)  | 140.7 (5.54)  | 174.2 (6.86)  | 105.0 (4.13)  | 57.8 (2.28)   | 61.8 (2.43)   | 54.7 (2.15)   | 1,265.1 (49.8) |
| 평균 강수일수 (≥ 0.1 mm)                                      | 11.6          | 11.0          | 13.5          | 12.4          | 11.9          | 14.7          | 12.0          | 12.4          | 9.7           | 7.5           | 9.8           | 8.8           | 135.3          |
| 평균 강설일수                                                 | 3.1           | 2.3           | 0.6           | 0.1           | 0             | 0             | 0             | 0             | 0             | 0             | 0.2           | 0.9           | 7.2            |
| 평균 상대 습도 (%)                                            | 79            | 77            | 77            | 75            | 76            | 83            | 80            | 81            | 81            | 78            | 79            | 77            | 79             |
| 평균 월간 일조시간                                            | 110.1         | 113.1         | 134.8         | 160.6         | 171.9         | 132.4         | 210.6         | 205.8         | 160.1         | 158.3         | 129.3         | 126.9         | 1,813.9        |
| 가능 일조율                                                   | 34            | 36            | 36            | 41            | 40            | 31            | 49            | 51            | 44            | 45            | 41            | 40            | 41             |
| 출처: 중국기상국 (평년값: 1991년~2020년, 극값: 1981년~2010년) |               |               |               |               |               |               |               |               |               |               |               |               |                |

## 행정구역
두 개의 직할구와 세 개의 현급 시, 두 개의 현이 있다.
시할구
- 난후구(南湖区)
- 슈저우구(秀洲区)

현급시
- 하이닝시(海宁市)
- 핑후시(平湖市)
- 퉁샹시(桐乡市)

현
- 자산현(嘉善县)
- 하이옌현(海盐县)

## 경제
자싱은 비단의 고향으로 알려져있고 양모를 포함한 직물이 생산된다. 이곳은 세계에서 가장 큰 가죽 제품 수출지 중 한 곳이다. 기계, 화학, 전자 산업도 이곳에 있다.
자싱은 중국 동부의 중요한 에너지 기반이다. 중국 자체 내에서 지어진 첫 원자력 발전소인 친산 원자력 발전소가 하이옌현에 위치해있다.
한국 기업으로는 한국타이어 중국 공장과 효성의 스판덱스 공장인 효성화섬가흥공사가 2000년 말부터 이곳에서 제품을 생산하고 있다.

## 관광

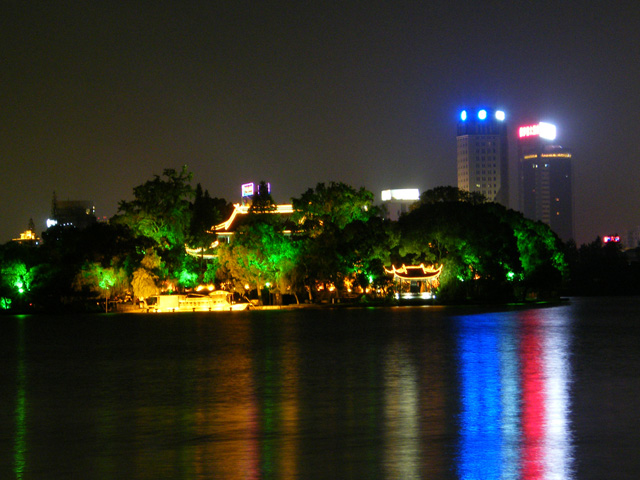
난후(南湖)의 야경(연우루)

### 볼거리
- 배문화박물관
- 남호(南湖)
- 가흥삼탑(嘉兴三塔)
- 김구 선생 피난처 - 엄가빈, 매만가

### 특산물
- 쭝쯔(粽子) - 찹쌀에 대추 등의 열매를 갈잎에 싸서 쪄써 먹는 주먹밥 같은 떡밥이다.
- 난후링(南湖菱) - 영웅문에서도 "남호의 특산물로는 파릇파릇한 마름열매가 유명한데 연하면서도 그 맛이 달아서 사람들이 즐겨 먹었다"고 소개하고 있다.

## 인물
중국에서 현대 문학의 아버지라는 칭호를 받을 수 있는 마오둔과 국내에서는 영웅문과 사조영웅전으로 소개된 김용의 대하역사소설 1부가 이곳 가흥(자싱)을 무대로 스토리가 전개된다.
- 마오둔
- 김용

## 문학
김용의 사조영웅전은 남호(南湖) 옆 취선루에서 구처기와 강남칠협의 대결로 시작된다. 소흥(사오싱시)에서 납치당한 양씨부인을 납치한 단천덕을 추적하던 구처기는 가흥의 법화선사(法華禪寺)까지 그 흔적이 이어진 것을 보고, 초목대사에게 따져 취선루에서 강남칠협과 대결 후 곽정과 양과를 대결시킬 약속을 하면서 스토리가 전개된다. 또한 18년 후의 약속을 실제 유적지인 연우루(煙雨樓)라고 하는 난후 가운데 섬의 누각에서 가지게 된다.

## 자매도시
- 대한민국 강원특별자치도 강릉시
- 일본 시즈오카현 후지시
- 영국 데번 플리머스

## 출신 인물
- 여유량: 명말청초 학자